# Sínodo Evangélico Luterano de Wisconsin

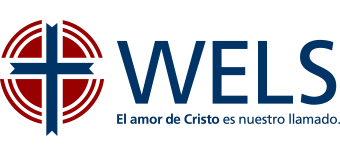

El Sínodo Evangélico Luterano de Wisconsin, también conocido como el Sínodo de Wisconsin y reconocido comúnmente por sus siglas en inglés WELS, es una denominación cristiana evangélica  luterana, la cual fue fundada en el año 1850 en Milwaukee, Wisconsin.
En su nombre cada palabra tiene un significado. La palabra «sínodo» significa 'caminar juntos' y trata acerca de como los individuos y las congregaciones se unen bajo creencias y propósitos comunes, la palabra “Evangélicos” proviene de la palabra griega que significa “centrados en el Evangelio”, la palabra “Luterano” hace referencia a las raíces históricas de la Reforma del siglo XVI con el reformador Martín Lutero, y por último, la palabra “Wisconsin” se refiere al estado de los Estados Unidos donde el sínodo fue fundado.
Para el año 2020, el Sínodo contaba con 349 014 miembros bautizados en 1269 congregaciones, con iglesias en 47 estados de los Estados Unidos y en Canadá y en el Caribe. Actualmente, El Sínodo Evangélico Luterano de Wisconsin se ha convertido en la tercera denominación luterana más grande de los Estados Unidos. El sistema escolar de WELS es el cuarto sistema educativo privado más grande de los Estados Unidos.
El Sínodo de Wisconsin es miembro de la Conferencia Luterana Evangélica Confesional (CELC), la cual es una organización mundial conformada por 32 cuerpos eclesiásticos luteranos alrededor del mundo los cuales comparten las mismas creencias.

## Historia

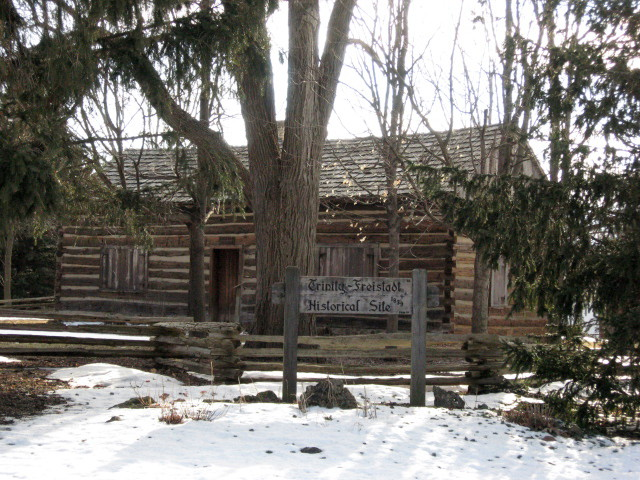
Una réplica de la primera iglesia luterana en Wisconsin.

El Sínodo Evangélico Luterano de Wisconsin (WELS) se fundó en 1850 con la reunión de tres pastores alemanes en Milwaukee, Wisconsin. En su mayoría, estaba formado por inmigrantes alemanes quienes anhelaban formar un cuerpo eclesiástico que afirmara la enseñanza bíblica. Las primeras iglesias del Sínodo de Wisconsin tenían un fuerte trasfondo alemán, además, muchos de los primeros pastores del sínodo fueron instruidos por sociedades misioneras en Alemania.

## Creencias
WELS se sujeta a los tres pilares de la Reforma Luterana: Sola Gracia, Sola Fe, Sola Escritura. Profesan que la Biblia enseña que las personas pueden ser salvas de sus pecados solamente por la gracia de Dios, la cual es recibida por el don de la fe de Dios, simple confianza en las promesas que Dios nos ha dado. El sínodo cree que la Biblia es la autoridad final y que solamente a través de ella se pueden juzgar las enseñanzas de la iglesia. WELS respalda la doctrina de la inerrancia bíblica, doctrina cristiana que tiene la creencia que la Biblia está inspirada por Dios y que por esta razón carece de errores, siempre dice la verdad y no se equivoca.
El Sínodo de Wisconsin también se suscribe al Libro de la Concordia. Esto significa que el cuerpo de la iglesia afirma y reconoce que las enseñanzas resumidas en este libro son una interpretación verdadera y correcta de lo que dicen las Sagradas Escrituras.

## Misiones
El Sínodo Evangélico Luterano de Wisconsin realiza trabajo misionero en Estados Unidos, Europa, África, Asia y América Latina, en unión con muchos otros grupos que se encuentran unidos por un mismo sentir. Según su sitio web, la misión WELS es "Christ's Love, Our Calling" que quiere decir, "El Amor de Cristo, Nuestro Llamado." Tiene misiones en 40 países.
Academia Cristo es el medio principal a través del cual WELS logra alcanzar con su trabajo a los países de habla hispana. Academia Cristo ofrece a los latinoamericanos estudios bíblicos, música y entrenamiento para la formación de líderes.